# Gary Player
Gary Player (Johannesburgo, Sudáfrica, 1 de noviembre de 1935) es un jugador de golf sudafricano considerado como uno de los mejores de la historia. Formó parte del trío de los tres grandes con Arnold Palmer y Jack Nicklaus.
Ganó nueve torneos majors a lo largo de su carrera: el Masters de Augusta de 1961, 1974 y 1978, el Abierto de los Estados Unidos de 1965, el Abierto Británico de 1959, 1968 y 1974 y el Campeonato de la PGA de 1962 y 1972. A esto se suman seis segundos puestos, 23 top 5 y 44 top 10.
Player cuenta con 24 victorias en el PGA Tour, así como 177 top 10. Lideró la lista de ganancias de la temporada 1961, logrando tres victorias y 20 top 10. En 1962 obtuvo una victoria y 10 top 10, y en 1963 consiguió una victoria, seis segundos puestos y 18 top 10. Luego obtuvo 12 top 10 en 1968 y 10 en 1969. Volvió a ganar tres torneos en las temporadas 1974 y 1978.
Aparte de su actividad en el PGA Tour, Player jugó torneos profesionales de golf en todo el mundo. Ha registrado más de 15 millones de millas en viajes por avión. Logró 13 victorias en el Abierto de Sudáfrica, 10 en el Masters de Sudáfrica, siete en el Campeonato de la PGA de Sudáfrica, siete en el Abierto de Australia y cinco en el Campeonato Mundial de Match Play. Resultó primero dos veces en la clasificación individual de la Copa Mundial de Golf de 1965 y 1977.
El 26 y 27 de noviembre de 1983 Jack Nicklaus, Arnold Palmer, Gary Player y Tom Watson jugaron por un premio de 360.000 dólares en el primer Skins Game.
Luego de cumplir 50 años de edad, el sudafricano comenzó a jugar en el Champions Tour. Consiguió 19 triunfos, el último en el Northville Long Island Classic de 1998, incluyendo nueve majors de veteranos. Resultó segundo en la lista de ganancias de 1988, cuarto en 1989, quinto en 1986 y sexto en 1987.
Es apodado el "Caballero Negro" (Black Knight en inglés) por vestir de negro en los torneos, y Mr. Fitness por mantenerse en excelente estado físico mediante entrenamiento y alimentación rigurosas. Player es además un arquitecto de campos de golf de renombre con más de 300 proyectos de diseño en todo el mundo.
Es también conocido por una extensa obra de caridad. En 2008 celebró su 25 aniversario con eventos de golf de caridad en Londres, Palm Beach, Shanghái y Ciudad del Cabo, con un total de fondos recaudados de más de 30 millones de dólares estadounidenses
Player ingresó en el Salón de la Fama del Golf Mundial en la primera generación en 1974.

## Historia y familia

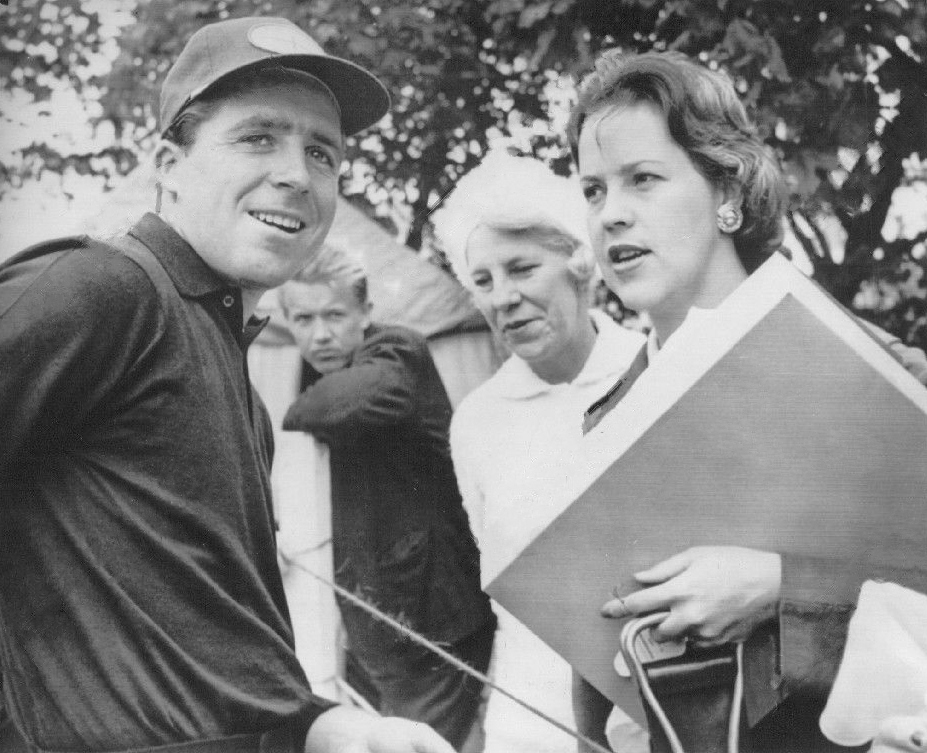
Jugador con su esposa (sosteniendo un objeto) y la madre de ésta, que le apoyaban incondicionalmente en los torneos de golf, 1961

Player nació en Johannesburgo, Sudáfrica, siendo el menor de los tres hijos de Harry y Muriel Player. Cuando tenía ocho años, su madre murió de cáncer. Aunque su padre estaba a menudo fuera de casa trabajando en las minas de oro, se las arregló para pedir un préstamo con el fin de comprar un juego de palos para que Gary empezara a jugar al golf. Fue en el campo de Virginia Park, en Johannesburgo, donde Player comenzó su idilio con el golf. A los 14 años, jugó su primer partido y paró en los tres primeros hoyos. A los 16, anunció que se convertiría en el número uno del mundo. A los 17 se convirtió en golfista profesional.
Player se casó con Vivienne Verwey (hermana del golfista profesional Bobby Verwey) el 19 de enero de 1957, cuatro años después de convertirse en profesional. Juntos tuvieron seis hijos: Jennifer, Marc, Wayne, Michele, Theresa y Amanda. También tiene 22 nietos y 2 bisnietos. Durante los primeros días de su carrera, Player viajaba de torneo en torneo con su mujer, sus seis hijos, su niñera y un tutor a cuestas. Vivienne murió de cáncer en agosto de 2021.
El hijo mayor de Player, Marc, posee y opera The Player Group, que representa exclusivamente a Player en todas sus actividades comerciales, incluidos todos los endosos, licencias, merchandising, diseño de campos de golf y desarrollo inmobiliario.
Player es hermano de Ian Player, educador medioambiental, activista y conservacionista sudafricano.

## Carrera como jugador
Player es uno de los golfistas más exitosos de la historia, empatado en el cuarto lugar en victorias de campeonatos mayores con nueve. Junto con Arnold Palmer y Jack Nicklaus se le suele considerar uno de los "Tres Grandes" golfistas de su época -desde finales de la década de 1950 hasta finales de la década de 1970-, cuando el golf tuvo un gran auge en Estados Unidos y en todo el mundo y se vio muy favorecido por la ampliación de la cobertura televisiva. Junto con Gene Sarazen, Ben Hogan, Jack Nicklaus, Tiger Woods y Rory McIlroy, es uno de los seis únicos jugadores que han ganado el "career Grand Slam" de golf. Completó el Grand Slam en 1965 a la edad de veintinueve años. Player fue el segundo ganador de múltiples majors de Sudáfrica, después de Bobby Locke, al que siguieron Ernie Els, y Retief Goosen.
Player compitió con regularidad en el PGA Tour estadounidense desde finales de la década de 1950. Encabezó la lista de dinero del Tour en 1961, y llegó a acumular 24 títulos del Tour en su carrera. También tuvo una agenda excepcionalmente ocupada en todo el mundo, y se le ha llamado el deportista más viajero del mundo. Player ha registrado más de 26 millones de km en viajes aéreos - en 2005 se estimó que "probablemente había volado más lejos... que cualquier atleta en la historia".
Tiene más victorias que nadie en el Open de Sudáfrica (13) y en el Open de Australia (7). Mantuvo el récord de victorias en el Campeonato Mundial Match Play, con cinco victorias, desde 1973 hasta 1991, cuando esta hazaña fue igualada por Seve Ballesteros, perdiendo finalmente su parte del récord en 2004, cuando Ernie Els ganó el evento por sexta vez. Player estuvo entre los diez primeros de la clasificación mundial de golf de Mark McCormack desde su creación en 1968 hasta 1981; ocupó el segundo lugar en 1969, 1970 y 1972, cada vez por detrás de Jack Nicklaus.
Fue el único jugador del siglo XX que ganó el Open Británico en tres décadas diferentes. Su primera victoria, con 23 años, en 1959 en Muirfield, se produjo después de hacer un doble bogey en el último hoyo. En 1974, se convirtió en uno de los pocos golfistas de la historia en ganar dos grandes campeonatos en la misma temporada. La última vez que Player ganó el Masters fue en 1978, cuando empezó con siete golpes de desventaja con respecto al líder de los 54 hoyos, Hubert Green, al entrar en la ronda final, y ganó por un golpe con birdies en siete de los últimos 10 hoyos para una vuelta de 30 y una ronda final de 64. Una semana más tarde, Player volvió a remontar siete golpes en la ronda final para ganar el Tournament of Champions. En 1984, a la edad de 48 años, Player estuvo a punto de convertirse en el campeón de mayor edad de la historia, al terminar en segunda posición por detrás de Lee Trevino en el PGA Championship. Y en el Masters de 1998, con vientos racheados, se convirtió en el golfista de más edad en pasar el corte, rompiendo el récord de 25 años establecido por Sam Snead. Player atribuyó esta hazaña a su dedicación al concepto de la dieta, la salud, la práctica y la forma física del golf.
Player ha sido acusado ocasionalmente de hacer trampas, especialmente en el Open de 1974; él ha negado rotundamente las acusaciones. Más tarde, en un partido de skins en Arizona en 1983, Tom Watson le acusó de hacer trampas al mover una hoja de detrás de su bola.

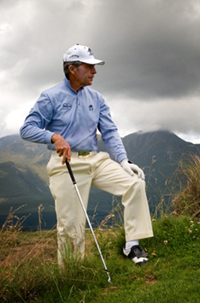
Jugador en el Fancourt Golf Resort en Sudáfrica, 2008

Al ser sudafricano, Player nunca jugó en la Ryder Cup en la que compiten golfistas estadounidenses y europeos. Respecto al evento, Player comentó: "Las cosas que he visto en la Ryder Cup me han decepcionado. Se oye hablar de odio y de guerra. " Dejó de ser un jugador elegible cuando se estableció la Presidents Cup para dar a los jugadores internacionales la oportunidad de competir en un evento similar, pero fue capitán no jugador del Equipo Internacional para la Presidents Cup en 2003, que se celebró en un campo diseñado por él, The Links at Fancourt, en George, Sudáfrica. Después de que 2003 terminara en empate, se le volvió a nombrar capitán para la Presidents Cup de 2005, y su equipo perdió ante los estadounidenses por 15,5 a 18,5. Tanto Player como Jack Nicklaus fueron nombrados de nuevo capitanes de sus respectivos equipos en 2007 en Canadá; Estados Unidos ganó.

### La chaqueta verde del Augusta National
La chaqueta verde está reservada a los miembros del Augusta National y a los golfistas que ganan el Torneo de Maestros. Las chaquetas se guardan en los terrenos del club, y está prohibido sacarlas del recinto. La excepción es para el ganador, que puede llevársela a casa y devolverla al club al año siguiente. Player, que se convirtió en el primer ganador internacional del torneo en 1961, dijo que no lo sabía. Después de ganar, empacó la chaqueta y se la llevó a su casa en Sudáfrica. Eso provocó una llamada del Presidente del club, Clifford Roberts, que era muy estricto con las reglas. "No sabía que había que dejarla allí", dijo Player. "Lo siguiente fue una llamada del Sr. Roberts".

## Legado
En 2000, Player fue elegido "Deportista del Siglo" en Sudáfrica. En 1966, recibió el Premio Bob Jones, el máximo galardón que concede la Asociación de Golf de Estados Unidos en reconocimiento a su distinguida deportividad en el golf. En 1974 ingresó en el Salón Mundial de la Fama del Golf. La exposición "Gary Player - A Global Journey" fue inaugurada por el Salón de la Fama en marzo de 2006.
En 2000, la revista Golf Digest clasificó a Player como el octavo mejor golfista de todos los tiempos.
En 2002, Player fue votado como el segundo mejor golfista mundial de todos los tiempos por un panel de medios internacionales, revistas de golf y compañeros profesionales realizado por la revista líder Golf Asia Magazine.
El 10 de abril de 2009 jugó por última vez en el Masters, donde disputaba su récord de 52 ediciones - cada año desde 1957 excepto en 1973, cuando se estaba recuperando de una operación. Después de Nicklaus y Palmer, fue el último de los Tres Grandes en retirarse de este torneo, lo que da fe de su longevidad.
A la edad de 73 años, el 23 de julio de 2009, Player compitió en el Senior British Open Championship en el Sunningdale Golf Club, 53 años después de conseguir su primera victoria en el Tour Europeo en el campo de Berkshire.
Augusta National Golf Club y el Masters anunciaron el 5 de julio de 2011 que Player había sido invitado a unirse a Jack Nicklaus y Arnold Palmer como titular honorífico. Los Tres Grandes se reunieron en esta calidad a partir del torneo de 2012.
En julio de 2013, se convirtió en el deportista de mayor edad en posar desnudo en el Body Issue anual de ESPN The Magazine para inspirar a la gente a seguir cuidándose a lo largo de su vida sea cual sea su edad.

## Negocios y otros intereses
Los intereses comerciales de Gary Player están representados exclusivamente por Black Knight International, que incluye Gary Player Design, Player Real Estate, The Player Foundation, Gary Player Academies y Black Knight Enterprises, cuyos aspectos incluyen licencias, eventos, publicaciones, vinos, ropa y recuerdos. The Player Group, que opera The Player Foundation, es propiedad de Marc Player y está dirigida por él. 

### La Fundación Player
La Fundación Player fue creada en 1983 por Marc Player y comenzó como un esfuerzo para proporcionar educación, nutrición, atención médica y actividades deportivas a una pequeña comunidad de niños desfavorecidos que vivían en las afueras de Johannesburgo, Sudáfrica. Desde entonces, la Fundación Player se ha convertido en una organización que da la vuelta al mundo llevando ayuda a niños desfavorecidos y comunidades empobrecidas.  Desde su creación, la Fundación Player ha donado más de 65 millones de dólares a organizaciones benéficas infantiles, a la mejora de las comunidades empobrecidas y a la ampliación de las oportunidades educativas en todo el mundo.
La fundación se financia principalmente con donaciones, subvenciones y los cuatro eventos Gary Player Invitational presentados a través de Black Knight International y celebrados anualmente en Estados Unidos, China, Europa y Sudáfrica. El Gary Player Invitational es un torneo pro-am que empareja a famosos y golfistas profesionales de los circuitos PGA y Champions con empresarios y otros participantes locales. La recaudación de estos torneos y otros eventos especiales proporciona financiación a un número cada vez mayor de instituciones de todo el mundo, como las escuelas Blair Atholl de Sudáfrica, la escuela primaria Pleasant City de Palm Beach y el centro de acogida para niños Masizame de Plettenberg Bay (Sudáfrica).[cita requerida]
Los beneficios del Gary Player Invitational también se han donado a Lord's Taverners en el Reino Unido y a las siguientes organizaciones en Sudáfrica; Wildlands Conservation Trust, Twilight Children y Bana Development Centre.